# Double Dragon (film, 1994)
Pour les articles homonymes, voir Double Dragon.
 (avril 2020).
Si vous disposez d'ouvrages ou d'articles de référence ou si vous connaissez des sites web de qualité traitant du thème abordé ici, merci de compléter l'article en donnant les références utiles à sa vérifiabilité et en les liant à la section « Notes et références ».
Pour plus de détails, voir Fiche technique et Distribution.
Double Dragon est un film américain réalisé par James Yukich sorti en 1994, librement inspiré par la série de jeux vidéo Double Dragon.

## Synopsis
L'histoire se déroule dans un futur fictif, en 2007, à "New Angeles" (le nouveau nom donné à la ville de Los Angeles après sa destruction partielle due à un terrible tremblement de terre). Les gangs y font régner la terreur, et la police est forcée d'imposer un couvre-feu pour protéger la population. C'est dans cette atmosphère apocalyptique que Koga Shuko (Robert Patrick), un homme d'affaires puissant et maléfique, cherche à contrôler la ville par le biais d'un médaillon chinois aux pouvoirs surnaturels et lié à une légende ancienne impliquant deux frères ("le Double Dragon"). Grâce à une sous-fifre, Linda Lash (Kristina Wagner (en)), il réussit à se procurer une partie du médaillon mais il lui manque l'autre moitié. Celle-ci se trouve entre les mains de deux frères, Jimmy et Billy Lee (Mark Dacascos et Scott Wolf) qui apprennent par leur tutrice, Satori Imada (Julia Nickson-Soul), qu'aucun homme ne doit jamais posséder à lui seul les deux parties du médaillon au risque de devenir invincible. Aidés par Marian Delario (Alyssa Milano), la chef du groupe "Power Cops" qui lutte contre les gangs, les frères Lee vont utiliser leur savoir en arts martiaux pour éviter que le mal ne l'emporte.

## Fiche technique
- Titre : Double Dragon
- Réalisation : James Yukich
- Scénario : Michael Davis et Peter Gould, d'après un récit de Neal Shusterman
- Production : Jane Hamsher (en), Don Murphy, Alan Schechter (en), Ash R. Shah, Sunil R. Shah, Anders P. Jensen et Sundip R. Shah
- Sociétés de production : Imperial Entertainment et Les Films du Scarabée
- Musique : Jay Ferguson et Tolga Katas (en)
- Photographie : Gary B. Kibbe
- Montage : Florent Retz
- Décors : Mayne Schuyler Berke
- Costumes : Fiona Spence (en)
- Pays d'origine :  États-Unis
- Format : Couleurs - 1,85:1 - Stéréo - 35 mm
- Genre : Action, science-fiction
- Durée : 89 minutes
- Dates de sortie : 4 novembre 1994 (États-Unis), 10 juillet 1996 (France)

## Distribution
- Robert Patrick (VF : Renaud Marx) : Koga Shuko
- Scott Wolf (VF : Christophe Lemoine ; VQ : Joël Legendre) : Billy Lee
- Mark Dacascos (VF : Chris Bénard) : Jimmy Lee
- Alyssa Milano (VF : Virginie Ledieu ; VQ : Aline Pinsonneault) : Marian Delario
- Julia Nickson-Soul (VF : Yumi Fujimori) : Satori Imada
- Kristina Wagner (en) : Linda Lash
- Leon Russom (VF : Denis Savignat) : Chef Delario, le père de Marian
- Nils Allen Stewart : Bo Abobo
- Cory Milano : Marc Delario
- Jeff Imada : Huey
- Al Leong : Lewis
- George Hamilton : Lui-même (présentateur TV ici)
- Vanna White : Elle-même (présentatrice TV ici)
- Andy Dick : Lui-même (météorologiste ici)
- Vincent Klyn : Wild One

## Autour du film
- Double Dragon est une adaptation cinématographique de la série de jeux vidéo éponymes.
- Le tournage s'est déroulé à Cleveland, dans l'Ohio.
- Dans une scène, Kogo Shuko demande à ses acolytes Huey et Lewis s'ils ont des nouvelles (Huey, Lewis. Any news?), référence au groupe Huey Lewis and the News.
- Lors du combat final, Linda Lash (Kristina Wagner) demande à Marian (Alyssa Milano) et maintenant, qui est le boss ? (Now who's the boss?). Un peu plus tard, Marian dit à Lash qu'elle a de la chance, en général elle envoie les gens à l'hôpital (You're lucky, generally I put people in the hospital). Les répliques sont des références aux débuts des deux actrices, Alyssa Milano ayant débuté dans Madame est servie, dont le titre original est Who's the Boss?, tandis que Kristina Wagner a passé la majeure partie de sa carrière d'actrice (depuis 1984 jusqu'à aujourd'hui) dans Hôpital central.
- Lorsque Jimmy est possédé par Koga Shuko, il tente de donner un coup à son frère Billy. Mais ce dernier l'évite et le coup va droit dans une borne d'arcade : celle du jeu Double Dragon.

## Bande originale
- I Remember, interprété par Coolio
- Green Mind, interprété par Dink (en)
- Love Will Shine On Me, interprété par Michael Lattanzi et Crystal Taliefero (en)
- 100% Pure Love, interprété par Crystal Waters
- What I Need, interprété par Crystal Waters
- Say You're Gonna Stay, interprété par Darryl D'Bonneau
- Girls and Boys, interprété par Hed Boys
- Dream About You, interprété par Stevie B (en)
- All Together Now, interprété par The Farm (en)